# 紋付

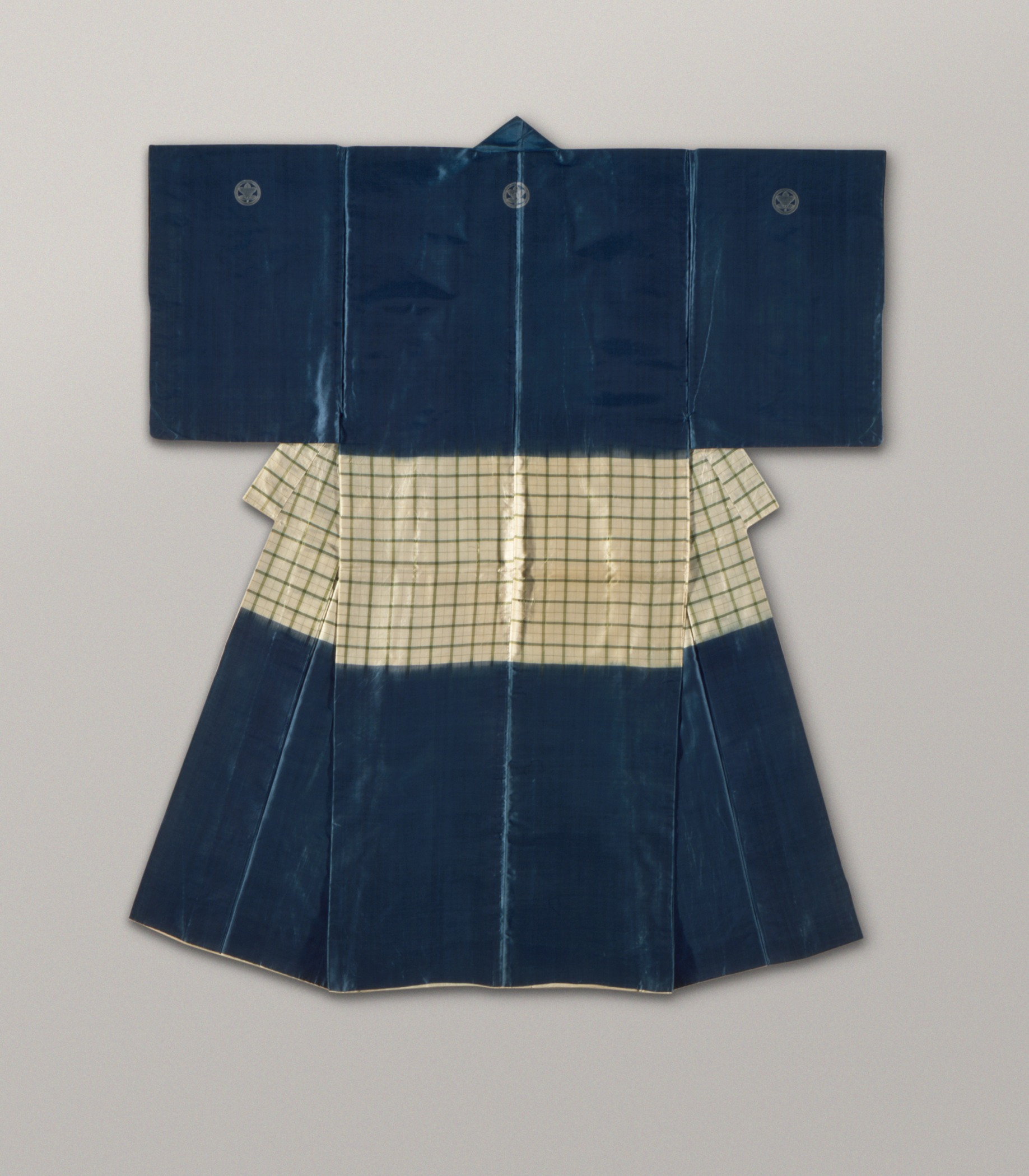
熨斗目小袖 1800年 - 1830年頃（ロサンゼルス・カウンティ美術館蔵）

紋付（もんつき）とは家紋の入った着物のこと。紋服（もんぷく）ともいう。

## 歴史
江戸時代初期、それまで正装の際に用いる小袖は熨斗目小袖が一般的であったが、これに五つ紋の入った熨斗目もしくは無地の小袖を用いることが行われるようになった。武家では、紋付小袖の上に裃や羽織を着用し、袴をつけて用いたが、次第にこれが町人の礼装として扱われるようになった。明治時代に至り、男子の紋付羽織袴や女子の白襟紋付が礼装として一般化した。
紋付に入れる紋は着用者の家紋である場合が多いが、場合によっては主君やそのほかの権威者から紋の入った小袖を拝領することもあった。これを「拝領の御紋付」などと呼び、簡略な褒賞として行うことが多く、拝領した紋付は家門の名誉として丁寧に扱われた。また、この際に拝領の紋を強調する意味から、通常の紋付の紋が直径一寸（鯨尺）程度であるのに対して、三寸近い大きな紋を入れることもあった。
現代の正装の着物には、男性用・女性用ともに紋を入れる。通常自家の家紋や裏紋（定紋や替紋）を用いるが、芸事や花柳界で使う着物の紋は本人の紋ではなく、所属する流派の紋や家元の定紋、また芸妓置屋の定紋を染め抜いて用いることが一般的である。
男子の場合、紋付には袴を着用し、着流しはあまり行われないが、医師や茶人などは十徳に着流しが正装とされる。また歌舞伎では、『忠臣蔵』五段目の定九郎のように、身をやつした浪人の姿として紋付の着流しが描かれることがある。
大相撲の力士は十両に昇進することで正装として紋付袴の着用が許される。

紋付の着用例
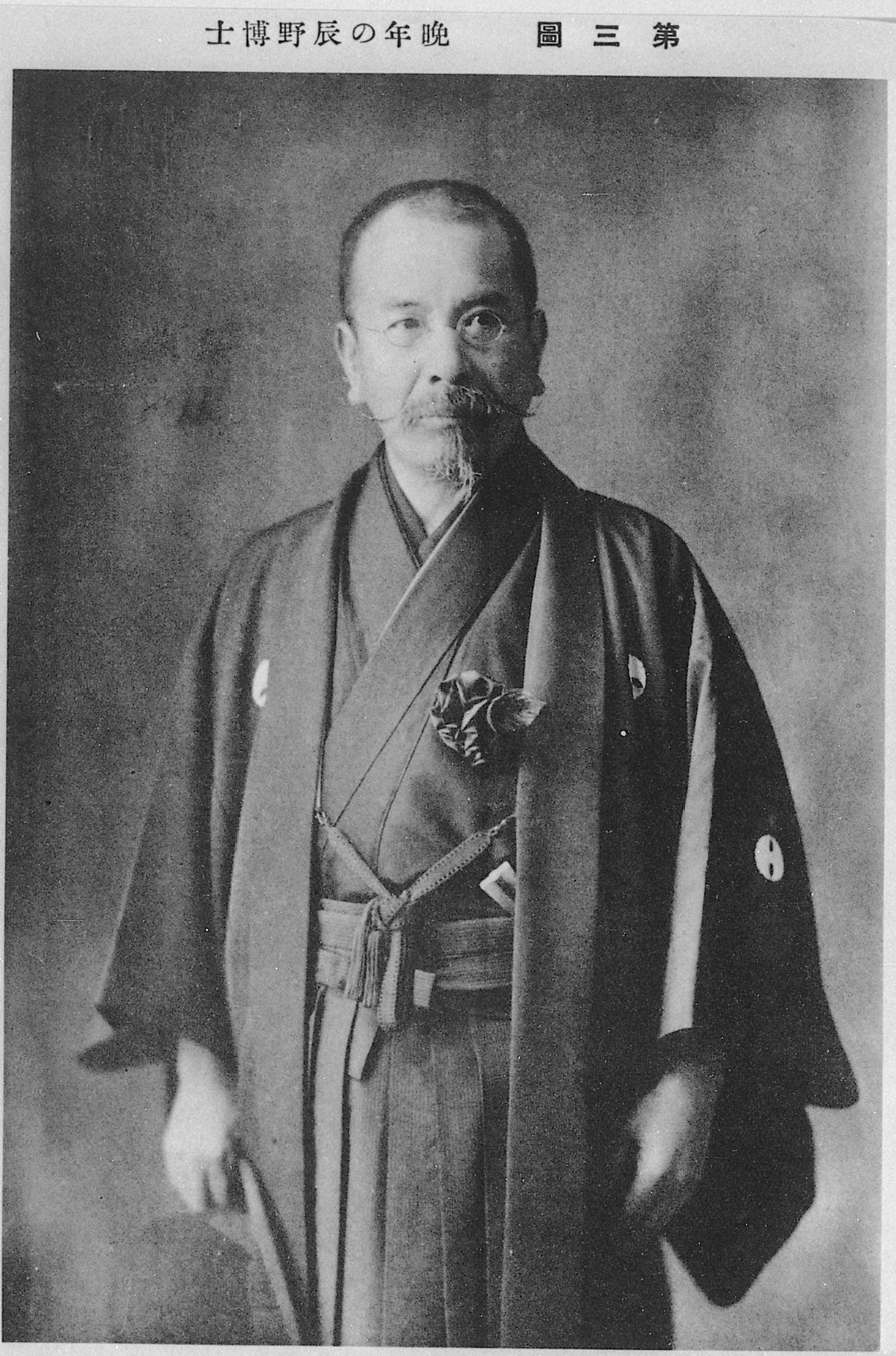
辰野金吾（1854 – 1919）
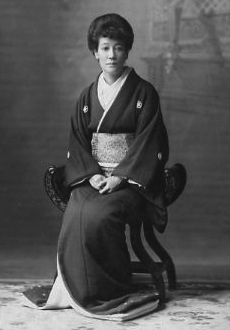
大山捨松（1860 – 1919）
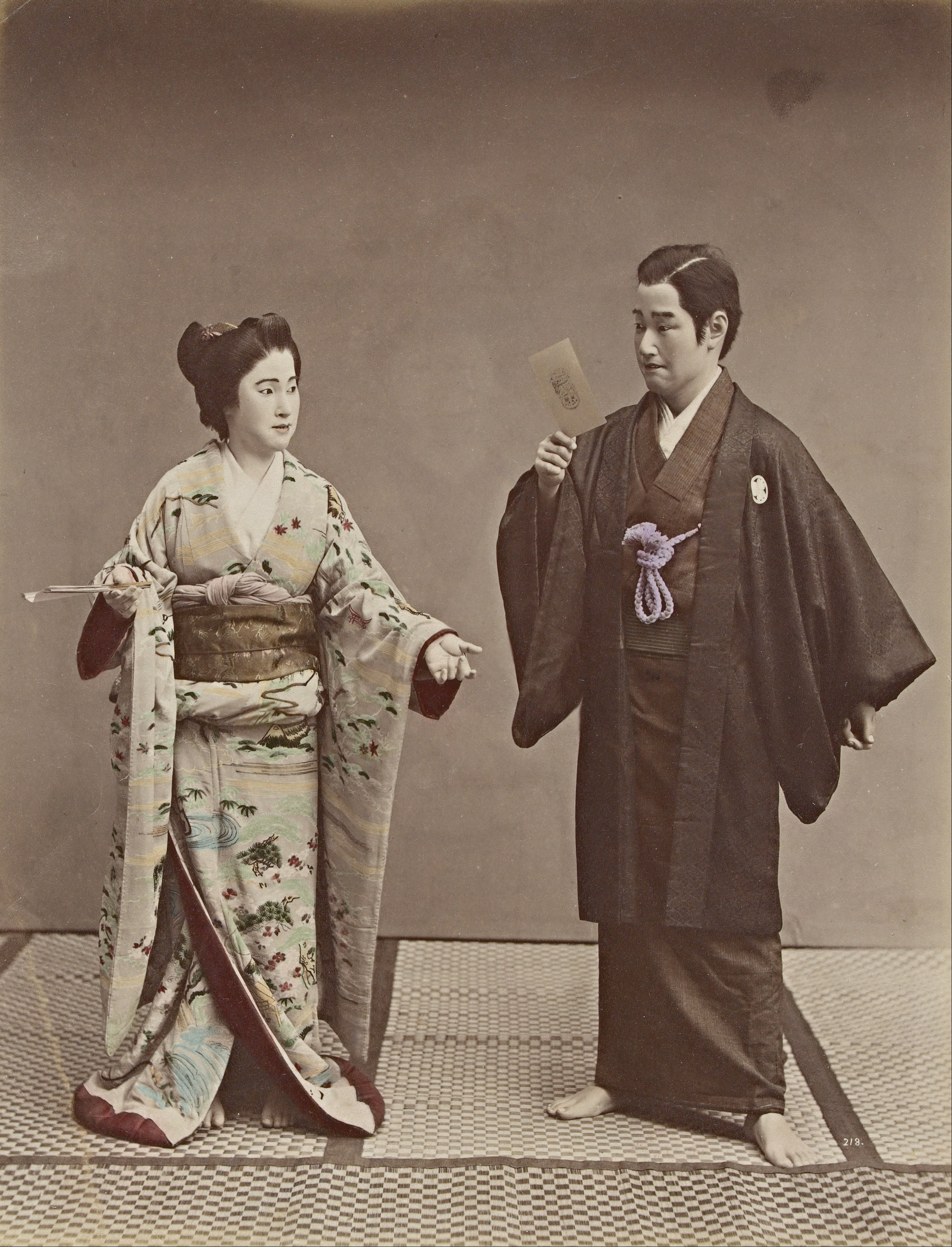
日下部金兵衛作『（タイトル不明）』（1880年代）

## 種類
紋付の形状は通常の着物と特に異なるところはなく、背中の中央部、両袖の後側、両胸の部分に紋を入れる。これは大紋の紋の入れ方を受け継いだもので、「五つ紋」と呼ばれ、正式とされる。前身頃の紋を略した「三つ紋」、背中の紋のみの「一つ紋」もある。これらは着物の種類や目的によって使い分けられ、紋の数が多いほど格が高く、染め抜きの日向紋の五つ紋が最も格が高い正式なものとなる。

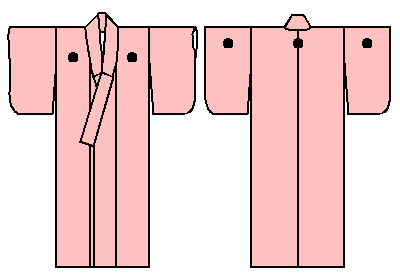
五つ紋
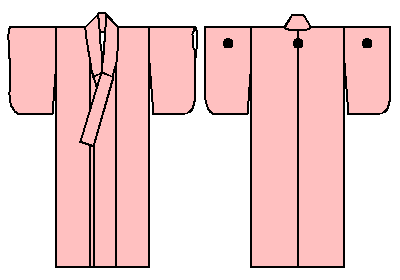
三つ紋
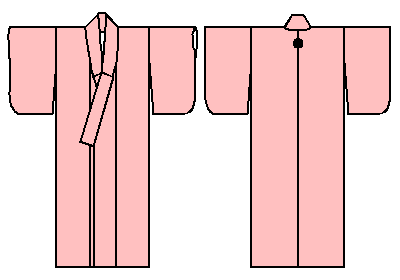
一つ紋

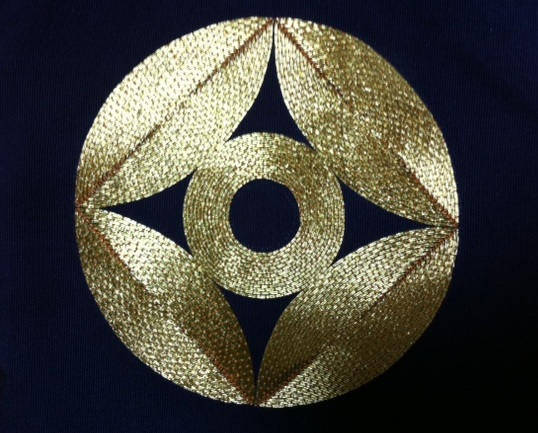
縫い紋

紋の大きさは、直径が2センチメートルから4センチメートルの円に収まるほどである。紋を入れるところを「石持ち」(こくもち)といい、あらかじめ白く染め抜かれており、そこに後から地色で柄を染め付ける。紋入れを専門とする職人が存在し、販売店などを通じて紋入れを依頼する。安価に紋付をつくるために石持ちのない生地を買って、紋は刺繍で入れる方法もあり、前者を「染め紋」、後者を「縫い紋」として、前者のほうが正式であるとされる。
紋には「日向紋」「陰紋」があり、「陰紋」の方が略式である。紋の入れ方によって「染め抜き紋」、「縫い紋」、の大きく二つがあり、「染め抜き日向紋」は紋を白く染め抜いたもので、正装に用いられる。「染め抜き陰紋」は紋を白い輪郭で描いたものである。
陰紋は輪郭の太さによって中陰紋・陰紋などがある。縫い紋の多くは陰紋であり、略礼装の一つ紋や羽織などに用いられることが多い。
四季の花を刺繍や友禅染めで花丸にしたり、動物や器物などを刺繍した「加賀紋」「洒落紋」は装飾であり、紋としての格はない。

## 素材と礼装
紋付の生地には木綿や麻が用いられるが、礼装には現在羽二重が正式なものである。男子は黒の無地が正式とされ女子では羽二重の他縮緬や綸子が用いられる。もっとも夏着は絽や紗で仕立て、色も特に戦後は渋い中間色を中心に色紋付が用いられることがある。男子の夏物は大相撲の審判席の親方の紋付のように、長着は麻のものでも正式とみなされる。
女子の正装には染め抜き日向紋五つ紋の「留袖」が既婚女子の慶事の正装とされ、この場合は黒地が正式とされるが他の地色のものであっても五つ紋付であれば「色留袖」として正装とみなされる。弔事の場合は裾模様がなく黒無地の五つ紋対になる。黒羽二重の生地は最初から黒を染めるのではなく、下染めのうえから黒をかけることによって深みのある色を出し、下染めに用いられる染料によって生地の質の上下が定まる。